# 덕 커브

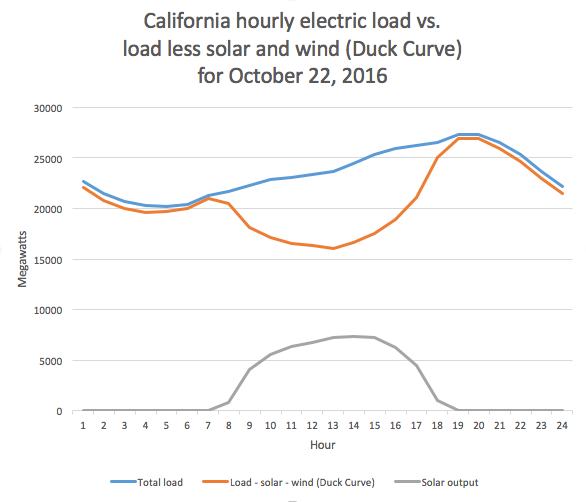
파랑 곡선은 전력 수요, 주황 곡선은 급전 가능 발전소에서 공급받는 전력 공급, 회색 곡선은 태양광 에너지 공급 전력이다.
그래프 데이터는 바람이 거의 불지 않아 풍력 발전 전력량이 매우 적었던 2016년 10월 22일 토요일 미국 캘리포니아주의 전력 수급 상황이다. 주황 곡선은 해가 지는 오후 5시에서 6시 사이 급증하였는데 이 경우 1시간 이내에 급전 가능 발전원에서 약 5 기가와트(GW)의 발전량을 바로 끌어와야 한다.

덕 커브(Duck curve)는 일일 전력 생산 그래프에서 전력 최대 수요와 재생 가능 에너지의 전력 생산 시간이 서로 차이가 나는 현상을 의미한다. 덕 커브라는 용어는 망 단위 발전 단계에서 사용되며, 2012년 캘리포니아주 독립망 운영체(CAISO)의 카렌 에드슨이 처음으로 명명하였다.

## 설명
일부 전력망에서는 일몰 이후 태양 에너지로 발전을 하지 못하면 최대 수요 피크를 찍는 경우가 발생한다. 태양 발전소가 일정 이상 설치된 망에서는 태양이나 풍력 발전을 사용할 수 없는 일몰 무렵에 전력 수요가 급증해 저녁 즈음 피크를 이루는, 마치 오리와 비슷한 모양의 그래프가 그려진다. 미국 하와이의 경우에는 태양 발전이 전력 공급의 상당수를 차지해 일일 전력 수요 그래프가 마치 "네스호의 괴물 곡선"같이 더욱 급격하고 뾰족한 모양으로 그려진다.
에너지 저장장치가 아에 없는 전력망의 경우 낮에는 강력한 태양 발전으로 수요를 커버하지만 일몰 무렵 태양 에너지 발전량이 없어지면 발전량을 다른 형태로 급격하게 전환해야 한다. 덕 커브로 인한 급격한 수요불균형 문제를 에너지 저장장치로 해결할 수 있다. 예를 들어 플라이휠 에너지 저장장치(FES)의 경우 주파수 조절 기능이 매우 뛰어나다. 짧게 사용할 수 있는 배터리도 규모를 매우 크게 만들어 사용한다면 덕 커브를 평평하게 만들고 급격한 수요 변동에도 대응할 수 있다는 장점이 있다. 하지만 에너지 저장장치의 경우 설치 비용이 크기 때문에 에너지 저장의 주요 제한 요인으로는 비용이 발목잡히게 된다.

## 같이 보기
- 양수 발전